# Modelització jeràrquica bayesiana
La modelització jeràrquica bayesiana és un model estadístic escrit en múltiples nivells (forma jeràrquica) que estima els paràmetres de la distribució posterior utilitzant el mètode bayesià. Els submodels es combinen per formar el model jeràrquic, i el teorema de Bayes s'utilitza per integrar-los amb les dades observades i tenir en compte tota la incertesa present. El resultat d'aquesta integració és que permet calcular la distribució posterior de la distribució a priori, proporcionant una estimació de probabilitat actualitzada.
L'estadística freqüentista pot donar lloc a conclusions aparentment incompatibles amb les que ofereix l'estadística bayesiana a causa del tractament bayesià dels paràmetres com a variables aleatòries i el seu ús d'informació subjectiva per establir suposicions sobre aquests paràmetres. Com que els enfocaments responen a preguntes diferents, els resultats formals no són tècnicament contradictoris, però els dos enfocaments discrepen sobre quina resposta és rellevant per a aplicacions particulars. Els bayesians argumenten que la informació rellevant sobre la presa de decisions i l'actualització de creences no es pot ignorar i que el modelatge jeràrquic té el potencial d'anul·lar els mètodes clàssics en aplicacions on els enquestats proporcionen múltiples dades observacionals. A més, el model ha demostrat ser robust, amb una distribució posterior menys sensible a les distribucions a priori jeràrquiques més flexibles.
El modelatge jeràrquic, com el seu nom indica, conserva l'estructura de dades imbricada i s'utilitza quan la informació està disponible a diversos nivells diferents d'unitats d'observació. Per exemple, en la modelització epidemiològica per descriure trajectòries d'infecció per a múltiples països, les unitats d'observació són països, i cada país té el seu propi perfil basat en el temps de casos infectats diaris. En l'anàlisi de la corba de declivi per descriure la corba de declivi de la producció de petroli o gas per a múltiples pous, les unitats d'observació són pous de petroli o gas en una regió del jaciment, i cada pou té el seu propi perfil basat en el temps de les taxes de producció de petroli o gas (normalment, barrils per mes). El modelatge jeràrquic s'utilitza per idear estratègies basades en la computació per a problemes multiparamètrics.

## Filosofia

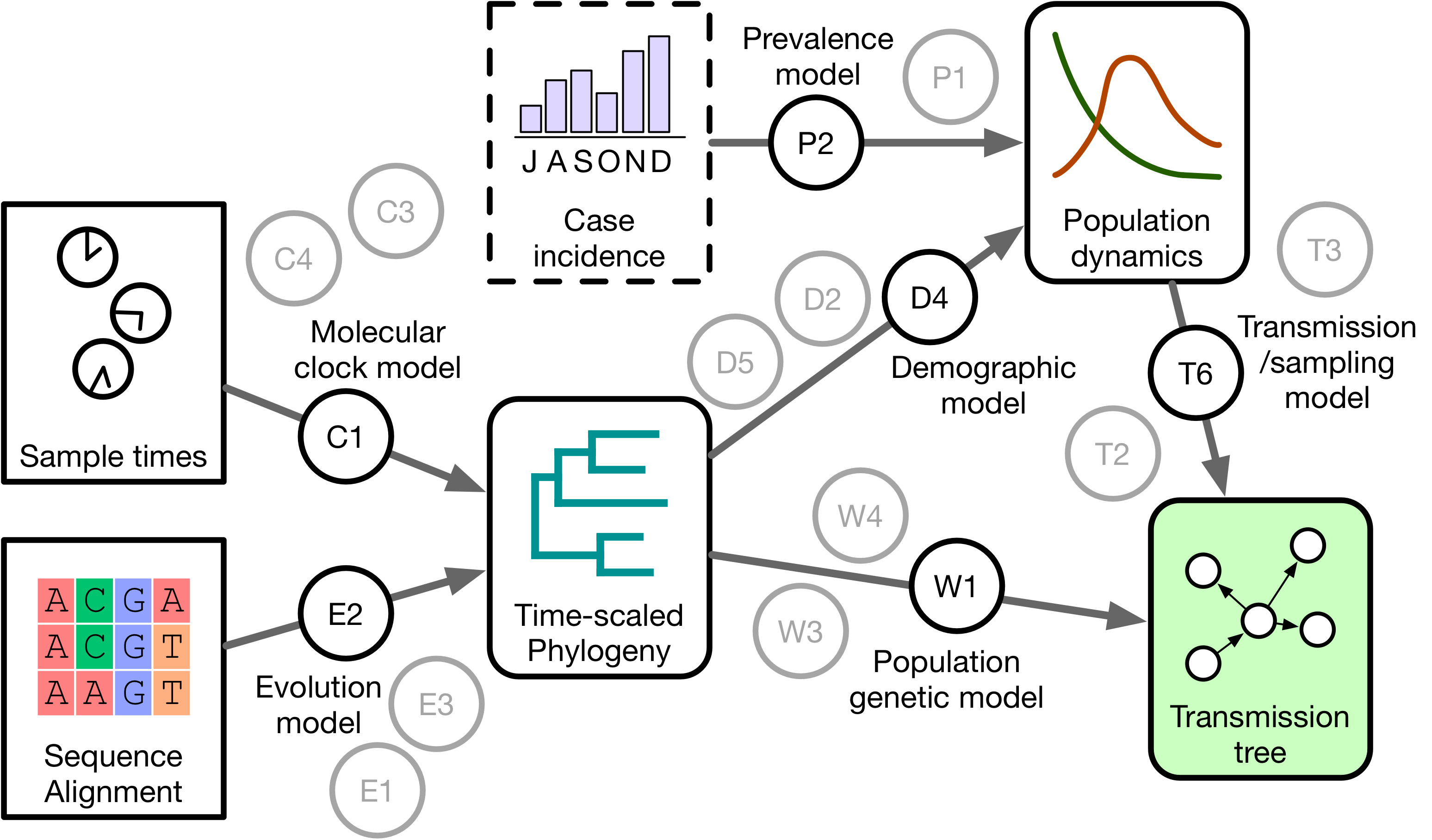
Aquest diagrama resumeix l'estructura d'una anàlisi filodinàmica com un model bayesià jeràrquic. Els nodes rectangulars representen fonts de dades (alineació de seqüències, temps de recollida de mostres) i els nodes amb cantonades arrodonides representen estimacions de paràmetres (models ajustats) que al seu torn es poden utilitzar com a entrades de dades per a un model posterior. Cada fletxa representa un pas d'inferència del model que genera mostres a partir de la distribució posterior definida per les dades i el model. El model associat a cada pas està representat per un node circular; cada model comprèn una sèrie de creences prèvies. Aquest esquema mostra múltiples nodes del model per emfatitzar l'existència d'altres models amb diferents supòsits i creences prèvies que no necessàriament s'avaluen sobre les dades.

Els mètodes i models estadístics solen incloure múltiples paràmetres que es poden considerar relacionats o connectats de manera que el problema implica una dependència del model de probabilitat conjunta per a aquests paràmetres.  Els graus individuals de creença, expressats en forma de probabilitats, comporten incertesa. Enmig d'això hi ha el canvi dels graus de creença al llarg del temps. Com van afirmar el professor José M. Bernardo i el professor Adrian F. Smith, "l'actualitat del procés d'aprenentatge consisteix en l'evolució de les creences individuals i subjectives sobre la realitat". Aquestes probabilitats subjectives estan més directament implicades en la ment que en les probabilitats físiques. Per tant, és amb aquesta necessitat d'actualitzar les creences que els bayesians han formulat un model estadístic alternatiu que té en compte l'ocurrència prèvia d'un esdeveniment concret.

## Teorema de Bayes
La suposada ocurrència d'un esdeveniment del món real normalment modificarà les preferències entre certes opcions. Això es fa modificant els graus de creença que un individu atribueix als esdeveniments que defineixen les opcions.
Suposem que en un estudi sobre l'efectivitat dels tractaments cardíacs, els pacients de l'hospital j tenen probabilitat de supervivència {\displaystyle \theta _{j}}, la probabilitat de supervivència s'actualitzarà amb l'ocurrència de y, l'esdeveniment en què es crea un sèrum controvertit que, com creuen alguns, augmenta la supervivència en pacients cardíacs.
Per tal de fer afirmacions de probabilitat actualitzades sobre {\displaystyle \theta _{j}}, donada l'ocurrència de l'esdeveniment y, hem de començar amb un model que proporcioni una distribució de probabilitat conjunta per a {\displaystyle \theta _{j}} i y. Això es pot escriure com a producte de les dues distribucions que sovint es coneixen com a distribució a priori {\displaystyle P(\theta )} i la distribució de la mostra {\displaystyle P(y\mid \theta )} respectivament:
{\displaystyle P(\theta ,y)=P(\theta )P(y\mid \theta )}
Utilitzant la propietat bàsica de la probabilitat condicional, la distribució posterior donarà:
{\displaystyle P(\theta \mid y)={\frac {P(\theta ,y)}{P(y)}}={\frac {P(y\mid \theta )P(\theta )}{P(y)}}}
Aquesta equació, que mostra la relació entre la probabilitat condicional i els esdeveniments individuals, es coneix com a teorema de Bayes. Aquesta simple expressió encapsula el nucli tècnic de la inferència bayesiana, que pretén desconstruir la probabilitat, {\displaystyle P(\theta \mid y)}, en relació amb els subconjunts resolubles de les seves proves de suport.

## Intercanviable
El punt de partida habitual d'una anàlisi estadística és la suposició que els valors n {\displaystyle y_{1},y_{2},\ldots ,y_{n}} són intercanviables. Si no hi ha informació disponible –a part de les dades y– per distingir cap dels {\displaystyle \theta _{j}} 's de qualsevol altre, i no es pot fer cap ordenació o agrupació dels paràmetres, cal assumir la simetria dels paràmetres de distribució anteriors. Aquesta simetria es representa probabilísticament mitjançant l'intercanviabilitat. Generalment, és útil i apropiat modelar les dades d'una distribució intercanviable com a distribuïdes independentment i idènticament, donat un vector de paràmetres desconegut. {\displaystyle \theta }, amb distribució {\displaystyle P(\theta )}.

## Models jeràrquics

### Components
El modelatge jeràrquic bayesià utilitza dos conceptes importants per derivar la distribució posterior, és a dir:
1. Hiperparàmetres: paràmetres de la distribució a priori
2. Hiperpriors: distribucions d'hiperparàmetres

### Marc
Sigui {\displaystyle y_{j}} una observació i {\displaystyle \theta _{j}} un paràmetre que regeix el procés de generació de dades per a {\displaystyle y_{j}}. Suposem a més que els paràmetres {\displaystyle \theta _{1},\theta _{2},\ldots ,\theta _{j}} es generen de manera intercanviable a partir d'una població comuna, amb una distribució governada per un hiperparàmetre {\displaystyle \phi }.

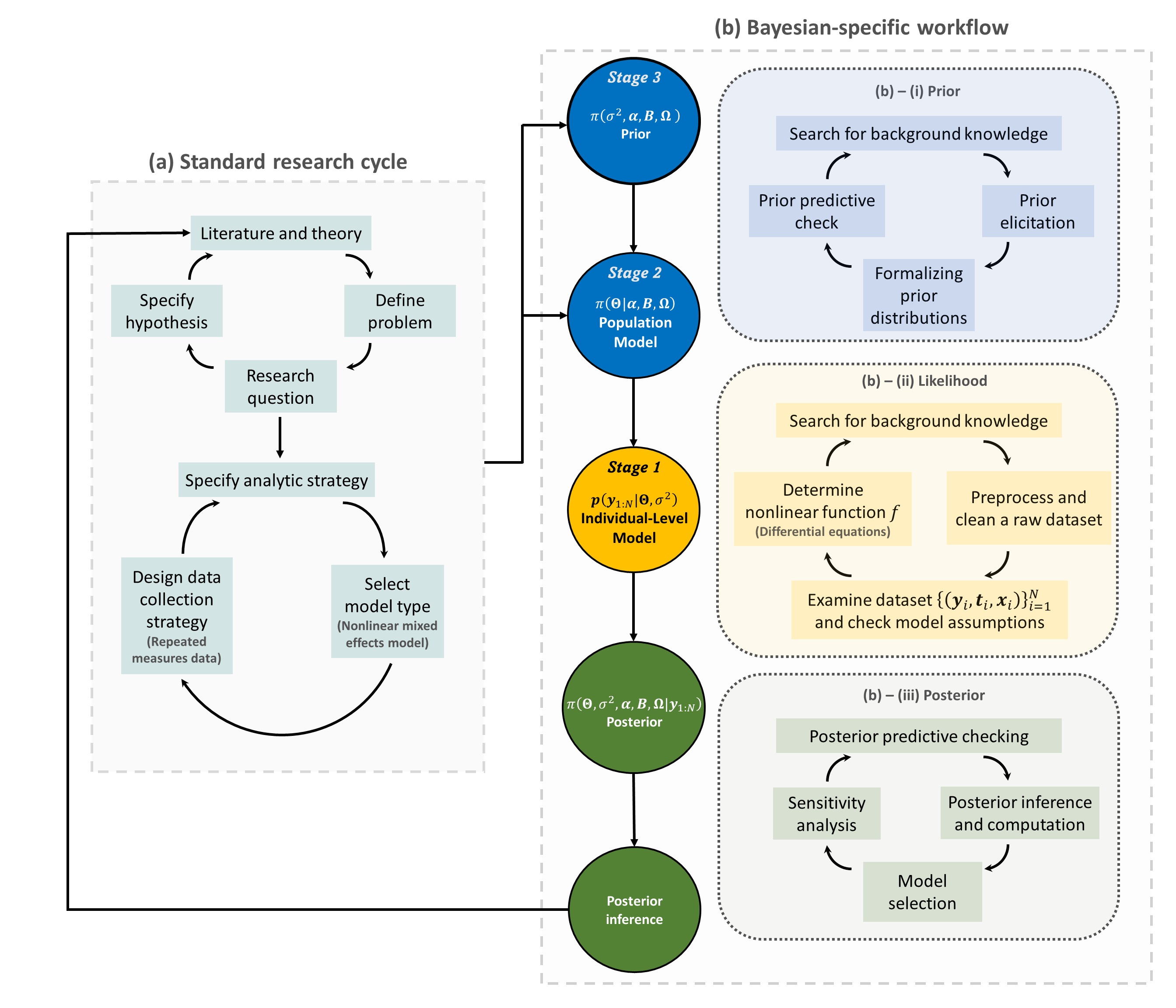
Cicle de recerca bayesià utilitzant un model bayesià d'efectes mixtos no lineals: (a) cicle de recerca estàndard i (b) flux de treball específic de Bayes..

El model jeràrquic bayesià conté les següents etapes:
{\displaystyle {\text{Etapa I: }}y_{j}\mid \theta _{j},\phi \sim P(y_{j}\mid \theta _{j},\phi )}
{\displaystyle {\text{Etapa II: }}\theta _{j}\mid \phi \sim P(\theta _{j}\mid \phi )}
{\displaystyle {\text{Etapa III: }}\phi \sim P(\phi )}
La probabilitat, tal com es veu a la fase I, és {\displaystyle P(y_{j}\mid \theta _{j},\phi )}, amb {\displaystyle P(\theta _{j},\phi )} com la seva distribució prèvia. Tingueu en compte que la probabilitat depèn de {\displaystyle \phi } només a través de {\displaystyle \theta _{j}}.
La distribució prèvia de l'etapa I es pot desglossar en:
{\displaystyle P(\theta _{j},\phi )=P(\theta _{j}\mid \phi )P(\phi )} [de la definició de probabilitat condicional]
Amb {\displaystyle \phi } com el seu hiperparàmetre amb distribució hiperprior, {\displaystyle P(\phi )}.
Així, la distribució posterior és proporcional a:
{\displaystyle P(\phi ,\theta _{j}\mid y)\propto P(y_{j}\mid \theta _{j},\phi )P(\theta _{j},\phi )} [utilitzant el teorema de Bayes]
{\displaystyle P(\phi ,\theta _{j}\mid y)\propto P(y_{j}\mid \theta _{j})P(\theta _{j}\mid \phi )P(\phi )}

## Model bayesià no lineal d'efectes mixtos
Una versió de tres etapes del model jeràrquic bayesià es podria utilitzar per calcular la probabilitat a 1) nivell individual, 2) a nivell de població i 3) a priori, que és una distribució de probabilitat assumida que té lloc abans que s'adquireixin inicialment les proves:
Etapa 1: Model a nivell individual
{\displaystyle {y}_{ij}=f(t_{ij};\theta _{1i},\theta _{2i},\ldots ,\theta _{li},\ldots ,\theta _{Ki})+\epsilon _{ij},\quad \epsilon _{ij}\sim N(0,\sigma ^{2}),\quad i=1,\ldots ,N,\,j=1,\ldots ,M_{i}.}
Etapa 2: Model de població
{\displaystyle \theta _{li}=\alpha _{l}+\sum _{b=1}^{P}\beta _{lb}x_{ib}+\eta _{li},\quad \eta _{li}\sim N(0,\omega _{l}^{2}),\quad i=1,\ldots ,N,\,l=1,\ldots ,K.}
Etapa 3: Prèvia
{\displaystyle \sigma ^{2}\sim \pi (\sigma ^{2}),\quad \alpha _{l}\sim \pi (\alpha _{l}),\quad (\beta _{l1},\ldots ,\beta _{lb},\ldots ,\beta _{lP})\sim \pi (\beta _{l1},\ldots ,\beta _{lb},\ldots ,\beta _{lP}),\quad \omega _{l}^{2}\sim \pi (\omega _{l}^{2}),\quad l=1,\ldots ,K.}
Aquí, {\displaystyle y_{ij}} denota la resposta contínua de la {\displaystyle i} -èsim subjecte en el moment {\displaystyle t_{ij}}, i {\displaystyle x_{ib}} és el {\displaystyle b} covariable -èsima de la {\displaystyle i} -èsim subjecte. Els paràmetres implicats en el model s'escriuen en lletres gregues. La variable {\displaystyle f(t;\theta _{1},\ldots ,\theta _{K})} és una funció coneguda parametritzada per {\displaystyle K} vector dimensional {\displaystyle (\theta _{1},\ldots ,\theta _{K})}.
Normalment, {\displaystyle f} és una funció «no lineal» i descriu la trajectòria temporal dels individus. En el model, {\displaystyle \epsilon _{ij}} i {\displaystyle \eta _{li}} descriuen la variabilitat intraindividual i la variabilitat interindividual, respectivament. Si no es considera la relació a priori, la relació es redueix a un model freqüentista no lineal d'efectes mixtos.